# ایستگاه متروی دروازه دولت
ایستگاه متروی دروازه دولت یکی از ایستگاه‌های خط ۱ و خط ۴ مترو تهران است که در خیابان انقلاب اسلامی، تقاطع خیابان شهید مفتح و خیابان سعدی واقع شده‌است.

## نگارخانه

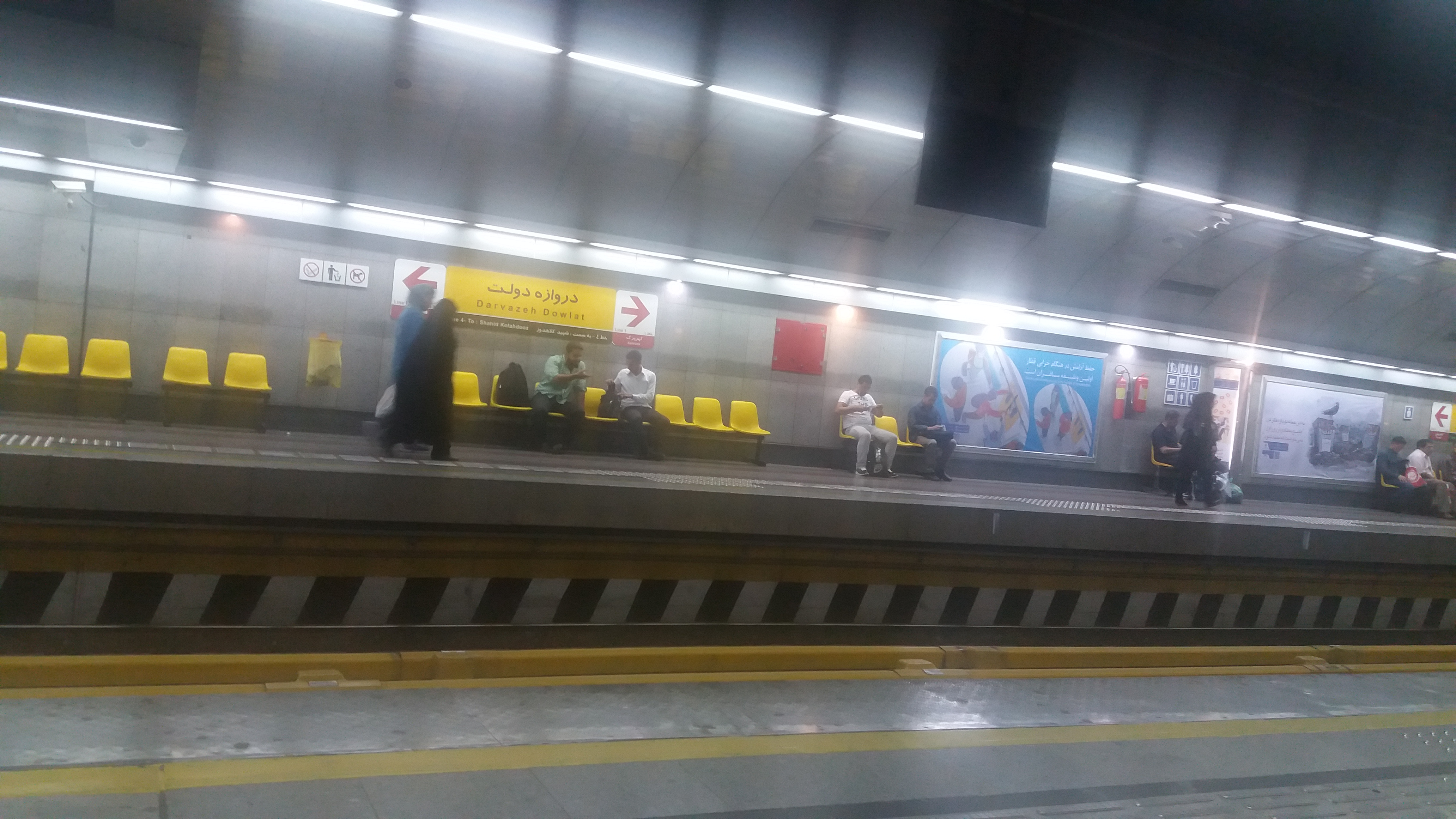
سکوی ایستگاه دروازه دولت در خط ۴
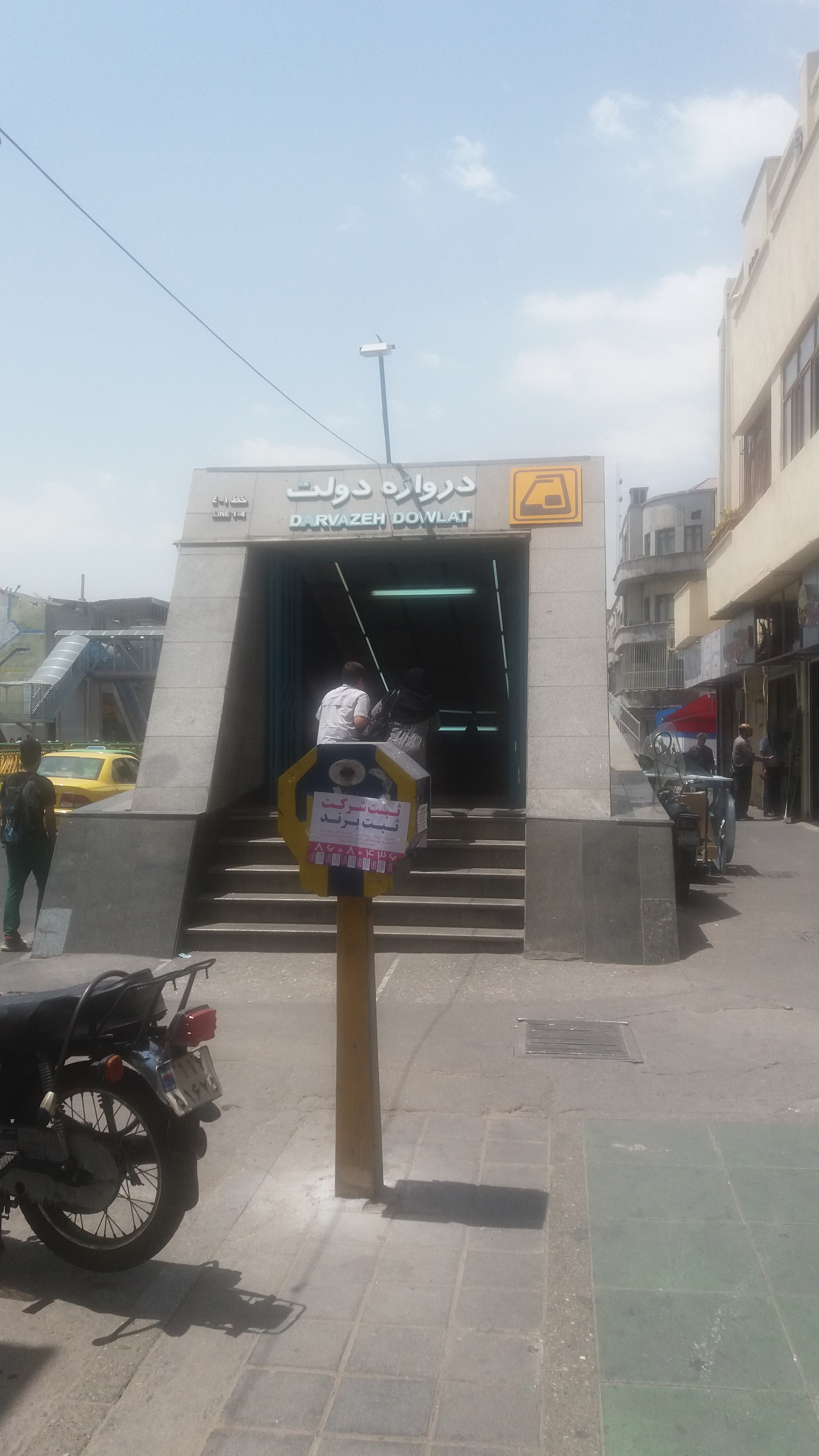
ورودی ایستگاه، تقاطع خیابان سعدی با انقلاب اسلامی